# Wielersport op de Olympische Zomerspelen 2012
Wielrennen is een van de sporten die beoefend werden tijdens de Olympische Zomerspelen 2012 in Londen.

## Programma
Er werd bij het wielrennen in vier sportdisciplines in 18 onderdelen om de medailles gestreden, gelijk verdeeld over mannen en vrouwen.
| Discipline     | Locatie                                                         | Onderdeel            |
| -------------- | --------------------------------------------------------------- | -------------------- |
| Baanwielrennen | London Velopark                                                 | Keirin               |
| Baanwielrennen | London Velopark                                                 | Olympische sprint    |
| Baanwielrennen | London Velopark                                                 | Omnium               |
| Baanwielrennen | London Velopark                                                 | Ploegenachtervolging |
| Baanwielrennen | London Velopark                                                 | Team sprint          |
| BMX            | London Velopark                                                 | BMX                  |
| Mountainbiken  | Hadleigh Country Park                                           | Cross country        |
| Wegwielrennen  | Centrum van Londen, met start en finish in Regent's Park        | Wegwedstrijd         |
| Wegwielrennen  | Londen en Surrey, met start en finish naar Hampton Court Palace | Individuele tijdrit  |

| juli / augustus 2012 | wo 25 | do 26 | vr 27 | za 28 | zo 29 | ma 30 | di 31 | wo 1 | do 2 | vr 3 | za 4 | zo 5 | ma 6 | di 7 | wo 8 | do 9 | vr 10 | za 11 | zo 12 | Tot. |
| -------------------- | ----- | ----- | ----- | ----- | ----- | ----- | ----- | ---- | ---- | ---- | ---- | ---- | ---- | ---- | ---- | ---- | ----- | ----- | ----- | ---- |
| Wielersport          |       |       |       | 1     | 1     |       |       | 2    | 2    | 2    | 1    | 1    | 1    | 3    |      |      | 2     | 1     | 1     | 18   |

## Deelname
Baanwielrennen
Hieraan mochten maximaal 188 deelnemers aan deelnemen, 104 mannen en 84 vrouwen. Een NOC mocht maximaal negen mannen en zeven vrouwen afvaardigen. Per onderdeel mocht per NOC een startplaats worden ingevuld (een individu of een team). De startbewijzen werden via kwalificatie verdiend.
BMX
Hieraan mochten maximaal 80 deelnemers deelnemen, 50 mannen en 30 vrouwen. Een NOC mocht maximaal drie mannen en twee vrouwen afvaardigen. De startbewijzen werden via kwalificatie verdiend.
Mountainbiken
Hieraan mochten maximaal 48 deelnemers deelnemen, 32 mannen en 16 vrouwen. Een NOC mochtmaximaal drie mannen en twee vrouwen afvaardigen. De startbewijzen werden via kwalificatie verdiend.
Wegwielrennen
Hieraan mochten maximaal 212 deelnemers aan deelnemen, 145 mannen en 67 vrouwen. Een NOC mocht maximaal vijf mannen en vier vrouwen afvaardigen. Aan de wegwedstrijden mochten afhankelijk van de klassering van het land op de UCI-ranglijst bij de mannen maximaal 5, 4, 3, 2 of 1 renner(s) worden afgevaardigd, bij de vrouwen was dit 4, 3, 2 of 1 renster(s). Aan de tijdrit mochten maximaal twee deelnemers per NOC deelnemen, en alleen als ze ook aan de wegwedstrijd hadden deelgenomen. De startbewijzen werden via kwalificatie verdiend.

## Medailles

### Mannen
| Onderdeel            | Goud | Goud                                                 | Zilver | Zilver                                                  | Brons   | Brons                                         |
| Baan                 | Baan | Baan                                                 | Baan   | Baan                                                    | Baan    | Baan                                          |
| -------------------- | ---- | ---------------------------------------------------- | ------ | ------------------------------------------------------- | ------- | --------------------------------------------- |
| Keirin               | GBR  | Chris Hoy                                            | GER    | Maximilian Levy                                         | NED NZL | Teun Mulder Simon van Velthooven              |
| Olympische sprint    | GBR  | Jason Kenny                                          | FRA    | Grégory Baugé                                           | AUS     | Shane Perkins                                 |
| Omnium               | DEN  | Lasse Norman Hansen                                  | FRA    | Bryan Coquard                                           | GBR     | Ed Clancy                                     |
| Ploegenachtervolging | GBR  | Steven Burke Ed Clancy Peter Kennaugh Geraint Thomas | AUS    | Jack Bobridge Rohan Dennis Michael Hepburn Glenn O'Shea | NZL     | Sam Bewley Aaron Gate Marc Ryan Jesse Sergent |
| Teamsprint           | GBR  | Philip Hindes Chris Hoy Jason Kenny                  | FRA    | Grégory Baugé Michaël D'Almeida Kévin Sireau            | GER     | René Enders Robert Förstemann Maximilian Levy |
| BMX                  |      |                                                      |        |                                                         |         |                                               |
| BMX                  | LAT  | Māris Štrombergs                                     | AUS    | Sam Willoughby                                          | COL     | Carlos Oquendo                                |
| Mountainbike         |      |                                                      |        |                                                         |         |                                               |
| Cross country        | CZE  | Jaroslav Kulhavý                                     | SUI    | Nino Schurter                                           | ITA     | Marco Fontana                                 |
| Weg                  |      |                                                      |        |                                                         |         |                                               |
| Tijdrit              | GBR  | Bradley Wiggins                                      | GER    | Tony Martin                                             | GBR     | Chris Froome                                  |
| Wegwedstrijd         | KAZ  | Aleksandr Vinokoerov                                 | COL    | Rigoberto Urán                                          | NOR     | Alexander Kristoff                            |

### Vrouwen
| Onderdeel            | Goud | Goud                                     | Zilver | Zilver                                 | Brons | Brons                                         |
| Baan                 | Baan | Baan                                     | Baan   | Baan                                   | Baan  | Baan                                          |
| -------------------- | ---- | ---------------------------------------- | ------ | -------------------------------------- | ----- | --------------------------------------------- |
| Keirin               | GBR  | Victoria Pendleton                       | CHN    | Guo Shuang                             | HKG   | Wai Sze Lee                                   |
| Olympische sprint    | AUS  | Anna Meares                              | GBR    | Victoria Pendleton                     | CHN   | Guo Shuang                                    |
| Omnium               | GBR  | Laura Trott                              | USA    | Sarah Hammer                           | AUS   | Annette Edmondson                             |
| Ploegenachtervolging | GBR  | Danielle King Joanna Rowsell Laura Trott | USA    | Dotsie Bausch Sarah Hammer Jennie Reed | CAN   | Gillian Carleton Jasmin Glaesser Tara Whitten |
| Teamsprint           | GER  | Kristina Vogel Miriam Welte              | CHN    | Gong Jinjie Guo Shuang                 | AUS   | Kaarle McCulloch Anna Meares                  |
| BMX                  |      |                                          |        |                                        |       |                                               |
| BMX                  | COL  | Mariana Pajón                            | NZL    | Sarah Walker                           | NED   | Laura Smulders                                |
| Mountainbike         |      |                                          |        |                                        |       |                                               |
| Cross country        | FRA  | Julie Bresset                            | GER    | Sabine Spitz                           | USA   | Georgia Gould                                 |
| Weg                  |      |                                          |        |                                        |       |                                               |
| Tijdrit              | USA  | Kristin Armstrong                        | GER    | Judith Arndt                           | RUS   | Olga Zabelinskaja                             |
| Wegwedstrijd         | NED  | Marianne Vos                             | GBR    | Elizabeth Armitstead                   | RUS   | Olga Zabelinskaja                             |

### Medaillespiegel
| Plaats | Land             | NOC    | Goud | Zilver | Brons | Totaal |
| ------ | ---------------- | ------ | ---- | ------ | ----- | ------ |
| 1      | Groot-Brittannië | GBR    | 8    | 2      | 2     | 12     |
| 2      | Duitsland        | GER    | 1    | 4      | 1     | 6      |
| 3      | Frankrijk        | FRA    | 1    | 3      | 0     | 4      |
| 4      | Australië        | AUS    | 1    | 2      | 3     | 6      |
| 5      | Verenigde Staten | USA    | 1    | 2      | 1     | 4      |
| 6      | Colombia         | COL    | 1    | 1      | 1     | 3      |
| 7      | Nederland        | NED    | 1    | 0      | 2     | 3      |
| 8      | Denemarken       | DEN    | 1    | 0      | 0     | 1      |
| 8      | Kazachstan       | KAZ    | 1    | 0      | 0     | 1      |
| 8      | Letland          | LAT    | 1    | 0      | 0     | 1      |
| 8      | Tsjechië         | CZE    | 1    | 0      | 0     | 1      |
| 12     | China            | CHN    | 0    | 2      | 1     | 3      |
| 13     | Nieuw-Zeeland    | NZL    | 0    | 1      | 2     | 3      |
| 14     | Zwitserland      | SUI    | 0    | 1      | 0     | 1      |
| 15     | Rusland          | RUS    | 0    | 0      | 2     | 2      |
| 16     | Canada           | CAN    | 0    | 0      | 1     | 1      |
| 16     | Hongkong         | HKG    | 0    | 0      | 1     | 1      |
| 16     | Italië           | ITA    | 0    | 0      | 1     | 1      |
| 16     | Noorwegen        | NOR    | 0    | 0      | 1     | 1      |
| Totaal | Totaal           | Totaal | 18   | 18     | 19    | 55     |